# United States Naval Special Warfare Command
United States Naval Special Warfare Command også kaldet NAVSPECWARCOM, NAVSOC og NWSC. Dette er en af de fem komponenter i United States Special Operations Command.